# Samick
Samick Musical Instruments Co. (Hangul: 삼익악기) er en sydkoreansk producent af musikinstrumenter. Virksomheden blev grundlagt i 1958 og er en af verdens største musikinstrumentproducenter og er ejer og medejer af flere selskaber, der fremstiller instrumenter. 
Udover instrumenter under navnet Samick er virksomheden også bg mærkerne Wm. Knabe & Co., Pramberger, Kohler & Campbell, Seiler, Greg Bennett, Silvertone, Stony River og San Mateo.
| Sydkorea | Spire Denne artikel om et firma eller en virksomhed i Sydkorea er en spire som bør udbygges. Du er velkommen til at hjælpe Wikipedia ved at udvide den. |